# Edyta Ropek
Edyta Ropek (Tarnów, 18 de noviembre de 1979) es una deportista polaca que compitió en escalada, especialista en la prueba de velocidad.
Ganó dos medallas en el Campeonato Mundial de Escalada, plata en 2007 y bronce en 2005, y dos medallas de oro en el Campeonato Europeo de Escalada, en los años 2008 y 2010.

## Palmarés internacional
| Campeonato Mundial | Campeonato Mundial | Campeonato Mundial | Campeonato Mundial |
| Año                | Lugar              | Medalla            | Prueba             |
| ------------------ | ------------------ | ------------------ | ------------------ |
| 2005               | Múnich (Alemania)  | Medalla de bronce  | Velocidad          |
| 2007               | Avilés (España)    | Medalla de plata   | Velocidad          |
| Campeonato Europeo |                    |                    |                    |
| Año                | Lugar              | Medalla            | Prueba             |
| 2008               | París (Francia)    | Medalla de oro     | Velocidad          |
| 2010               | Imst (Austria)     | Medalla de oro     | Velocidad          |